# Зайцев, Вениамин Леонидович
Вениамин Леонидович Зайцев (24 апреля 1923, Добрищево, Иваново-Вознесенская губерния — 20 июля 1944, близ озера Дрисвяты, Литва) — участник Великой Отечественной войны, разведчик 52-й гвардейской отдельной разведывательной роты 6-й гвардейской армии 1-го Прибалтийского фронта, гвардии сержант, Герой Советского Союза (24 марта 1945 года, посмертно).

## Биография
Вениамин Зайцев родился в селе Добрищеве (в то время в составе Иваново-Вознесенской губернии, ныне Комсомольский район (Ивановская область)) в 1923 году в крестьянской семье. Русский. По окончании семи классов школы работал в колхозе, а затем на прядильной фабрике «Коммунар» (посёлок Комсомольск).
Призван на службу в РККА в октябре 1941 года. С февраля 1942 года на фронте, участвовал в боях под Москвой. В апреле 1942 года тяжело ранен, после лечения вернулся в строй. Служил в 52-й отдельной разведывательной роте 51-й гвардейской Витебской стрелковой дивизии 6-й гвардейской армии. Награждён орденом Славы 3-й степени и орденом Красного знамени.
С 18 по 20 июля 1944 года разведгруппа, в которую входил сержант Вениамин Зайцев, выполняла рейд на вражеской территории северней озера Дрисвяты (Литва) с целью установления расположения сил противника и огневых систем переднего края. Возвращаясь с задания, группа столкнулась с превосходящими силами противника недалеко от берега озера. Сержант Зайцев, прикрывая остальных членов группы, форсирующих озеро, автоматным огнём и гранатой уничтожил пятерых солдат противника, однако получил ранение в живот и, подпустив на расстояние 1-2 метров ещё троих немцев, взорвал последнюю оставшуюся гранату.
Вениамин Зайцев похоронен в Турмантасе (Литва). 24 марта 1945 года указом Президиума Верховного Совета СССР ему было посмертно присвоено звание Героя Советского Союза.

## Награды
- Медаль «Золотая Звезда» (указ от 24 марта 1945 года)[2]
- орден Ленина
- орден Красной Звезды
- орден Славы 3-й степени

## Память
- В городе Комсомольске Ивановской области именем Героя названа улица, одна из средних школ носит его имя. Имя Зайцева носила также улица в литовском городе Зарасае[1].
- Имя Героя увековечено на воинских мемориалах в городах Иваново и Комсомольск.
- На могиле Зайцева в местечке Турмантас (Литва) установлен памятник.